# ガブリエル・スロニナ
ガブリエル・パウェル・スロニナ（Gabriel Pawel Slonina, 2004年5月15日 - ）は、アメリカ合衆国・イリノイ州アディソン出身のプロサッカー選手。アメリカ合衆国代表。ポジションはゴールキーパー。

## クラブ経歴
12歳の時に地元のシカゴ・ファイアーのユースアカデミーに入所。2019年3月に14歳でプロ契約を締結。以降は中学校・高校に通学しながら下部リーグでプレー。2020年シーズンに正式にトップチームに昇格。2021年8月4日のニューヨーク・シティ戦で、17歳81日の若さでプロデビュー。さらに同試合は0-0で終えたことで、デビュー戦でいきなり完封した。以降先発に定着し、評価を高め、2022年6月にはレアル・マドリードやチェルシーなどが、スロリナの獲得を検討していると報じられた。
2022年8月2日、チェルシーと6年契約を結び、2023年初めまではシカゴ・ファイアーにレンタル移籍で留まることが発表された。
2023年8月10日、1シーズンの期限つきでベルギーのオイペンに移籍。

## 代表経歴
2019年から各ユース世代のアメリカ代表に随時招集。2021年12月には17歳でフル代表に招集された。
2023年1月25日、セルビア代表との親善試合でA代表初出場。

## 人物
- 両親はポーランドのタルヌフ出身。